# John Brodie
John Brant Brodie (Wightwick, 30 agosto 1862 – Wolverhampton, 16 febbraio 1925) è stato un calciatore inglese, di ruolo attaccante.

## Carriera

### Club
Ha giocato solo con la maglia del Wolverhampton Wanderers, dal 1877 al 1891, segnando 22 reti in 42 partite.

### Nazionale
Ha rappresentato anche la Nazionale inglese, segnando un gol in 3 incontri.